# Yaprak Dökümü
Yaprak Dökümü é uma telenovela turca, produzida pela Ay Yapım e exibida pelo Kanal D de 13 de setembro de 2006 a 29 de dezembro de 2010, em 174 episódios, com direção de Mesude Eraslan. Sua trama principal é livremente inspirada no romance homônimo de Reşat Nuri Güntekin.
Conta com as participações de Halil Ergün, Güven Hokna, Bennu Yıldırımlar, Caner Kurtaran, Deniz Çakır e Tolga Karel.

## Enredo
Ali Rıza Tekin sempre ensinou aos seus cinco filhos bons valores. Quando a honra da família é manchada pelo noivo de uma de suas filhas, Fikret, o patriarca renuncia a sua importante posição na Anatólia. Ao mesmo tempo, Necla, uma das filhas, é aceita em uma universidade em Istambul. Por esta razão, a família Tekin decide se mudar para Istambul. Com o tempo, Ali Rıza vai perceber que a cidade onde ele nasceu e cresceu mudou muito.

## Elenco
- Halil Ergün como Ali Rıza Tekin
- Güven Hokna como Hayriye Tekin
- Bennu Yıldırımlar como Fikret Tekin
- Caner Kurtaran como Şevket Tekin
- Hasan Küçükçetin como Şevket Tekin
- Deniz Çakır como Ferhunde Güven
- Tolga Karel como Oğuz Ayhan
- Fahriye Evcen como Necla Tekin
- Gökçe Bahadır como Leyla Tekin
- Şebnem Ceceli como Ayşe Tekin
- Seda Demir como Sedef Turan
- Bedia Ener como Neyyir
- Türkan Kılıç como Oya Türe
- Ege Aydan como Can Türe
- Ahmet Saraçoğlu como Tahsin
- Güler Ökten como Cevriye
- Necip Memili como Erkan
- Nihat Alptuğ Altınkaya como Levent Tuncel
- Kıvanç Kasabalı como Cem Aydınoğlu
- Selçuk Gürmeriç como Sermet
- Selma Özkanlı como Suzan Aydınoğlu
- Nezih Tuncay como Kemal Aydınoğlu
- Eren Balkan como Gülşen
- Burcu Günay como Aslı
- Caner Cindoruk como Nazmi
- Yusuf Atala como Ahmet
- Bülent Fil como Yaman Güner
- Başak Sayan como Ceyda Güner
- Berk Boğaç Akgüneş como Mehmet
- Neslihan Atagül como Deniz
- Mustafa Orbay Avcı como Caner
- Perihan Savaş como Nurdan
- Ayberk Pekcan como Talat
- Mustafa Avkıran como Mithat Kara
- Sevda Ferdağ como Sevda
- Uğur Kıvılcım como Nurunisa
- Melina Özpromodos como Ufuk
- Arda Esen como Serdar
- Gülşah Ertuğrul como Reyhan
- Barış Bağcı como Ali Sarper
- Engin Hepileri como Emir
- Ali Sunal como Serhat
- Sedef Avcı como Selin Aydınoğlu
- Gündüz Sezgin como İhsan
- Nükhet Akkaya como Jülide
- Emir Çiçek como Sırrı
- Aylin Kontente como Nazlı
- Mehmet Güler como Seyfi
- Efsun Karaali como Ayşe Tekin
- Jess Molho como Görkem
- Ergun Doğmacı como Berat
- Halit Ergör como Vakur
- Ayşen İnci como Zeynep
- Ali İpin como Fahrettin
- Özlem Hasgül como Sacide
- Murat Onuk como Aykut

## Prêmios e indicações
| Ano  | Prêmio                | Categoria    | Nomeado(a)        | Resultado | Ref.  |
| ---- | --------------------- | ------------ | ----------------- | --------- | ----- |
| 2008 | Prêmios Altın Kelebek | Melhor atriz | Bennu Yıldırımlar | Venceu    | [ 5 ] |
| 2008 | Prêmios Altın Kelebek | Melhor ator  | Halil Ergün       | Venceu    | [ 5 ] |
| 2008 | Prêmios Altın Kelebek | Melhor série | Yaprak Dökümü     | Venceu    | [ 5 ] |